# ロドニー・E・スレーター
ロドニー・アール・スレーター（英: Rodney Earl Slater、1955年2月23日 - ）はアメリカ合衆国の弁護士、政治家。ビル・クリントン政権2期目の運輸長官を務めた。

## 学歴
1977年に東ミシガン大学を卒業し、1980年にアーカンソー大学の法科大学院（University of Arkansas School of Law）を卒業した。

## 職歴
1979年から1980年までアーカンソー憲法委員会の研究助手を務め、1980年にアーカンソー州の検察官に就任する。1983年から1987年まではアーカンソー州知事だったクリントンの下で州知事補佐を務めた後、1987年から1993年までアーカンソー州道路委員会委員を務めた。同時にアーカンソー州立大学の政府関係担当ディレクターを務めた。
1993年1月20日、クリントンが大統領に就任すると、スレーターは連邦道路管理局長に就任し、同局の史上初のアフリカ系アメリカ人の局長となった。
1997年2月14日には、クリントン政権2期目の運輸長官に就任した。運輸長官として陸上運輸インフラの大幅投資・航空システムの安全性改善・国際オープンスカイ条約の交渉などを担当した。

## 民間活動
ワシントン・ナショナルズ球団を買収した集団の一員であった。一方で弁護士としてはワシントンD.C.の法律事務所であるスクワイヤ・パットン・ボッグスで運輸関連のプロジェクトを担当する。そしてデルタ航空及びベライゾン・コミュニケーションズの取締役にも就任した。
2014年に日本の自動車安全部品メーカーのタカタの特別顧問に就任し、その前年に起きた同社のエアバッグのリコール問題に関して米国内でのサポートを行った。